# Вальери, Данте
 Данте Вальери  (итал. Dante Vaglièri, 31 мая 1865, Триест — 13 декабря 1913, Остия) — итальянский археолог, известный раскопками памятников античной Остии и Рима.
Вальери был профессором римской эпиграфики в римском университете Сапиенца. Некоторое время руководил раскопками Палатина и Терм Диоклетиана, но его имя прежде всего связано с раскопками античной Остии.
С 1906 года и до своей кончины в 1913 году он был «директором Управления раскопок древней Остии» (direttore dell'Ufficio Scavi di Ostia antica). Вальери публиковал результаты археологических экспедиций в журналах «Новости раскопок» (News of the Excavations) и «Памятники Академии Линчеи» (Monumenti dei Lincei)). Помимо отчетов о раскопках он отвечал за совместную работу с Э. де Руджеро в составлении эпиграфического словаря (Dizionario epigrafico), в эту работу он также внёс значительный вклад.
Отец историка-арабиста и лингвиста Лауры Веччия Вальери